# Leptokoenenia scurra
Espèce
Leptokoenenia scurra est une espèce de palpigrades de la famille des Eukoeneniidae.

## Distribution
Cette espèce est endémique du Congo-Brazzaville. Elle se rencontre dans la plage vers Pointe-Noire.

## Publication originale
- Monniot, 1966 : Un palpigrade interstitiel: Leptokoenenia scurra, n. sp. Revue d'Écologie et de Biologie du Sol, vol. 3, p. 41-64.